# Santuario della Madonna delle Grazie (Monza)

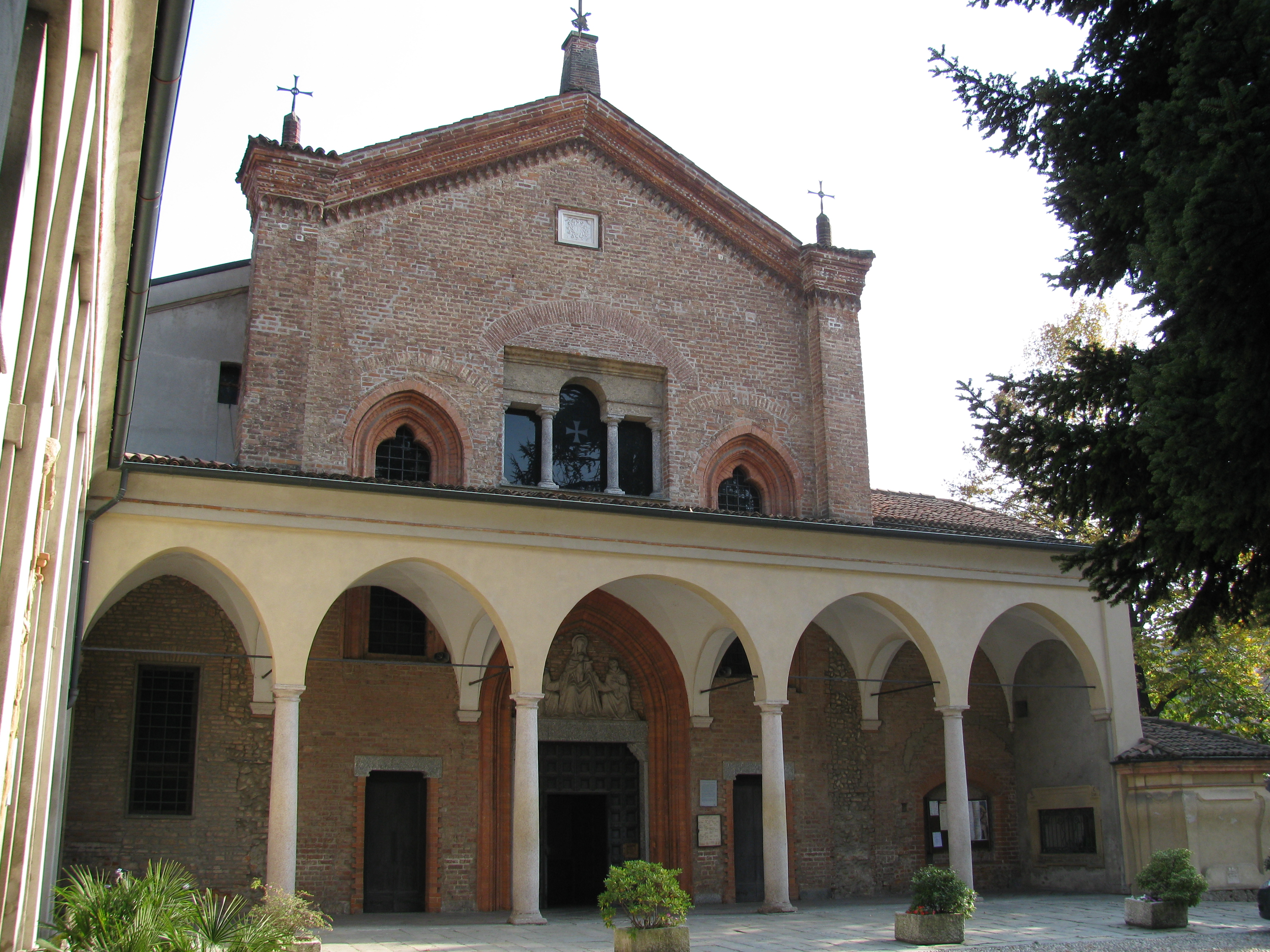
Facciata e porticato della chiesa

Il  Santuario della Madonna delle Grazie è un luogo di culto di Monza, in via Montecassino 18. 

## Storia
In origine esisteva nell'area dell'attuale chiesa dal 1131 una cappella dedicata alla Vergine, eretta dai fratelli Eriberto e Bertarido Aliprandi, esuli umbri, sul sepolcro del loro padre, Rodolfo.

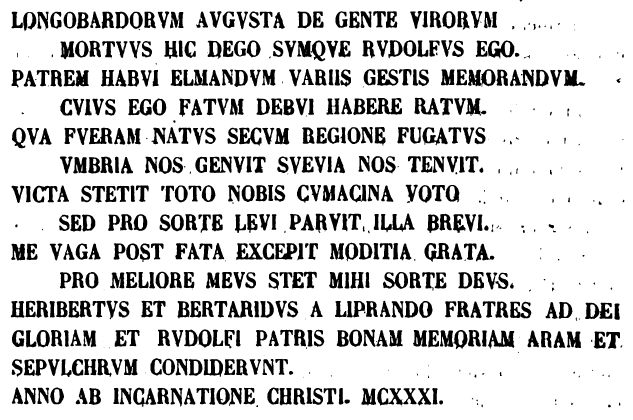
Iscrizione sepolcrale del 1131 presente un tempo a Monza nella chiesa di Santa Maria delle Grazie
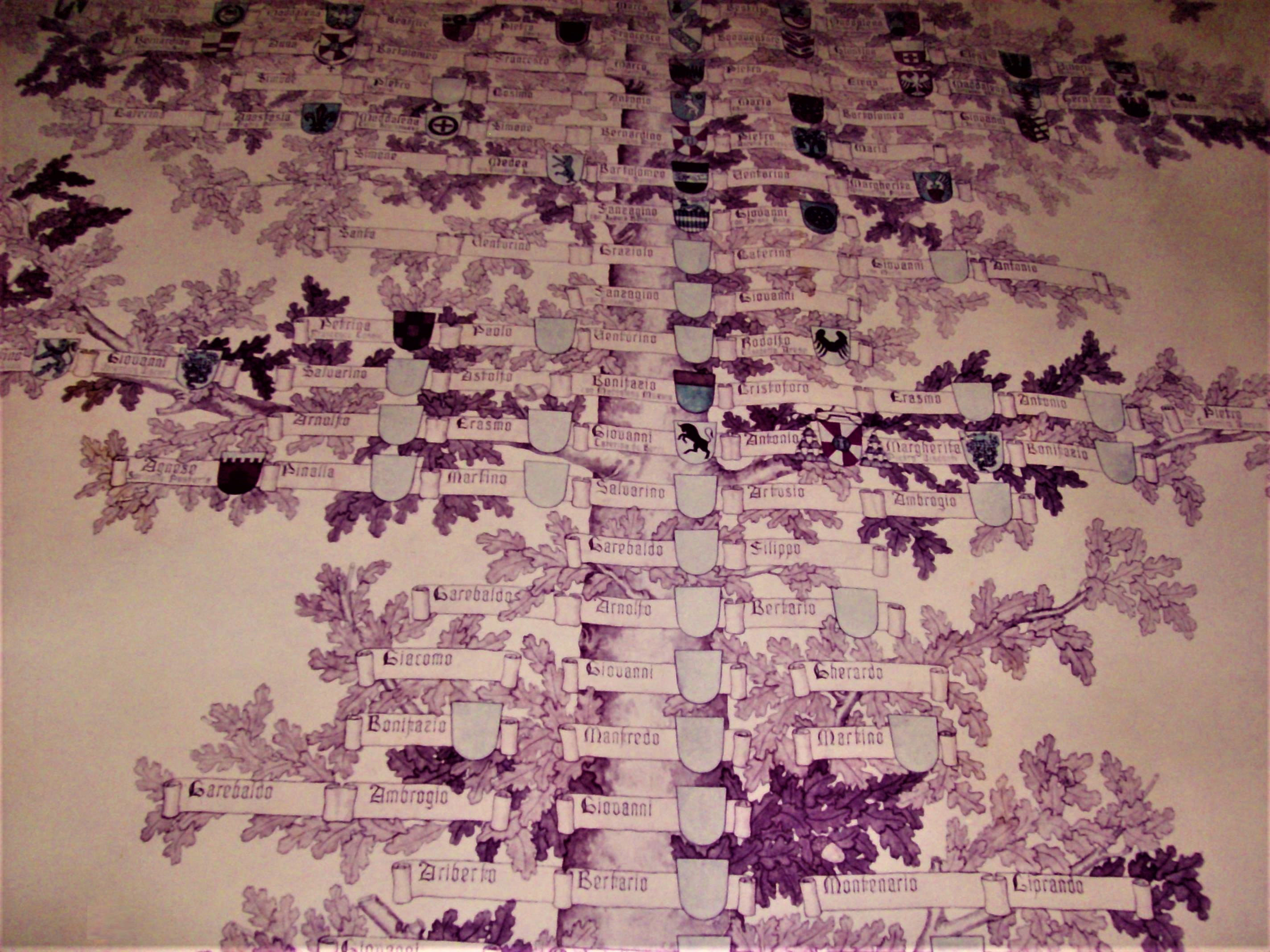
Genealogia del casato degli Aliprandi Fanzago dove figurano i fratelli Eriberto (Ariberto) e Bertarido (Bertario) Aliprandi e discendenti

La chiesa e l'attiguo convento furono costruiti tra il 1463 e il 1467 (secondo lo storico Antonio Francesco Frisi), anno in cui vi si stabilirono i frati minori. Un'antica iscrizione conferma la data e che il merito della costruzione risale al padre Damiano da Padova. 
Il complesso sorge sulla riva sinistra del fiume Lambro, a monte rispetto al centro cittadino, presso il punto in cui il fiume esce dal parco di Monza.
La chiesa è preceduta da un porticato sorretto da quattro colonne a lato del quale è la porta del convento. L'interno è a tre navate. Sull'altare maggiore è esposta la venerata immagine della Vergine. All'esterno, sul fianco meridionale, un ampio cortile quadrato delimitato dalle edicole in cotto della Via Crucis, opera dello scultore Dante Ruffini.

## Curiosità

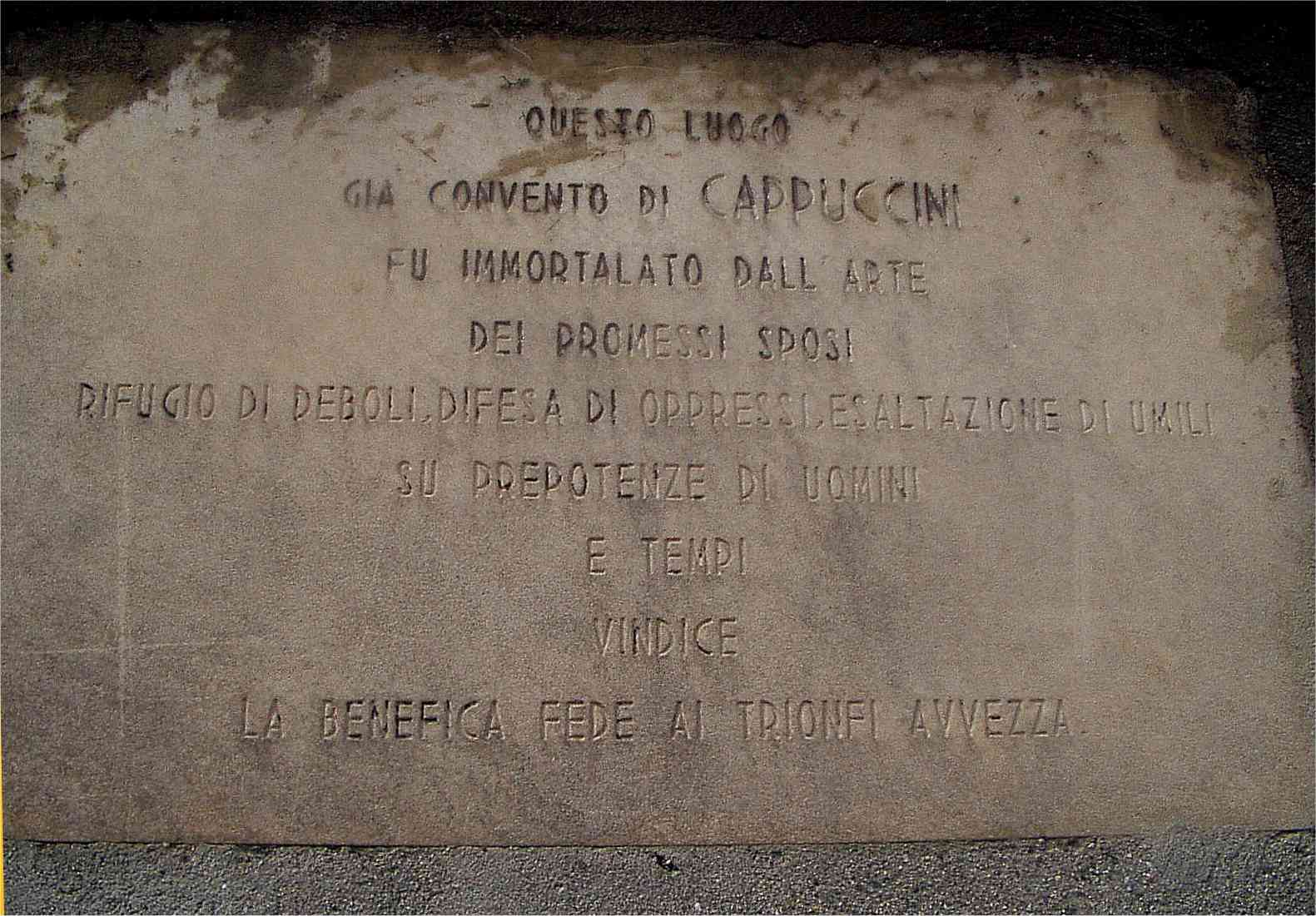
Monza targa Convento dei Cappuccini via Marsala 44

Benché alcune fonti affermino che questo fu il convento dove si fermarano Agnese e Lucia, i personaggi del celeberrimo romanzo I promessi sposi, è ormai riconosciuto che il famoso convento dei frati Cappuccini si trovasse in altro luogo. A Monza si può ancora ammirare parte dell'antico convento, costruito nel 1530, nell'attuale via Marsala 44, angolo via A. Mauri. Il convento fu ampliato nel 1611 e successivamente venduto e trasformato in villa privata. La città di Monza vi ha posto una targa per farne perdurare la memoria. 
In questo santuario sostarono a pregare Gian Paolo Osio, suor Benedetta Omati e suor Ottavia Ricci, le due monache complici scomode in fuga dal convento di Santa Margherita di Monza per evitare l'arresto dopo quello avvenuto di suor Virginia de Leyva, personaggio storico romanzato ne I promessi sposi.